# Leia Dongue
Leia Tânia do Bastião Dongue, também conhecida como Tanucha (Maputo, 24 de maio de 1991), é uma jogadora moçambicana de basquetebol, com passagem por clubes como: Grupo Desportivo Maputo, Liga Muçulmana de Maputo, Primeiro de Agosto de Luanda, Girona da Espanha.
É uma das jogadoras-chave da seleção nacional de basquetebol de Moçambique, participou na seleção moçambicana que disputou o mundial da Turquia em 2014.